# Žuja
La Žuja (in russo  Жуя?) è un fiume della Russia siberiana orientale, affluente di sinistra della Čara (bacino idrografico della Lena). scorre nel Bodajbinskij rajon dell'Oblast' di Irkutsk.
Nasce dal versante orientale dell'altopiano del Patom, scorrendo successivamente nel suo pedemonte orientale con direzione dapprima nord-orientale, successivamente più decisamente orientale; confluisce nel medio corso della Čara, a 407 km dalla foce, nei pressi della località omonima. I maggiori affluenti sono il Nečera, lungo 146 km proveniente dalla sinistra idrografica, e il Chomolcho, lungo 86 km proveniente dalla destra.
Il fiume è ghiacciato, in media, nel periodo ottobre-maggio.